# طنف

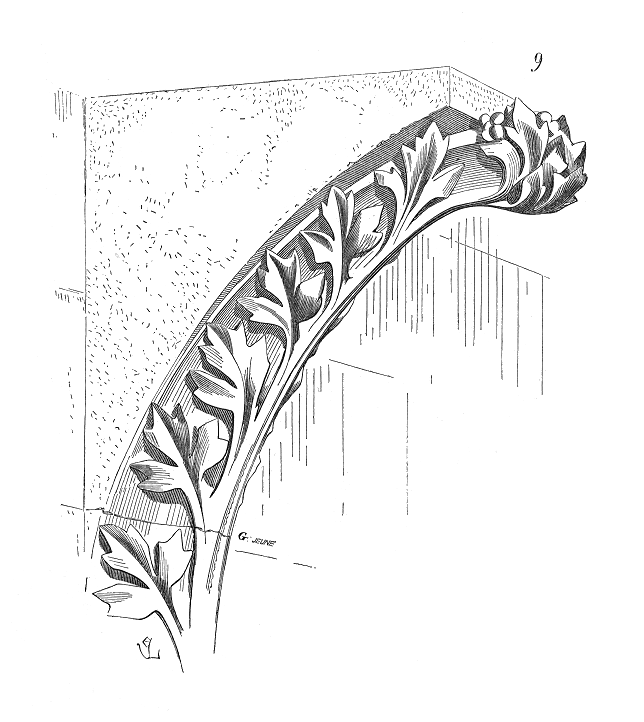
الطنف

وصلة حاملة أو مسند ناتئ أو الطُّنُف في العمارة هو قطعة إنشائية من الحجر أو الخشب أو المعدن، تكون على شكل نتوء في الجدار مهمتها أن تحمل الوزن العلوي كنوع من الأقواس. الطنف هو قطعة صلبة من المادة المكونة للجدار، في حين أن الكونسول هو عبارة عن قطعة يجري تطبيقها على الهيكل. هناك قطعة خشبية تُعرض بنفس الطريقة تسمى «الشرابة» أو «البراغر» في إنجلترا.
استُخدمت تقنية التطنيف بحيث توجد صفوف من الطنفات المتعشقة بعمق داخل الجدار والتي تدعم جدارًا بارزًا أو دريئة، منذ العصر الحجري الحديث. شاع التطنيف في العصور الوسطى وفي الطراز الباروني الإسكتلندي وكذلك في مفردات العمارة الكلاسيكية، مثل الموديليون (حنية صغيرة على شكل قوس) في الكورنيش الكورنثي وفي عمارة المعبد الهندوسي وفي العمارة الصينية القديمة. يستخدم قوس الطنف وقبو الطنف هذه التقنية بشكل منهجي لعمل فتحات في الجدران وتشكيل الأسقف. عُثر عليها في العمارة المبكرة لمعظم الثقافات، من أوراسيا وحتى عمارة ما قبل كولومبوس.
الكونسول هو عبارة عن قوس حلزوني على شكل حرف «S» يُستخدم في التقليد الكلاسيكي، مع جزء علوي أو داخلي أكبر من جزئه السفلي أو الخارجي. في الوقت الذي يُستخدم فيه «الطنف» في العمارة الخارجية، يُستخدم «الكونسول» على نطاق واسع في الأثاث، كما هو الحال في طاولة الكونسول والفنون الزخرفية الأخرى التي تبدو فيها الزخرفة واضحة.
جاءت كلمة كوربل (طنف) من اللغة الفرنسية القديمة وهي مشتقة من الكلمة اللاتينية كوربيلوس أي تصغير لكلمة كورفوس («الغداف»)، والتي تُشير إلى مظهر المنقار. وبالمثل، يُشير الفرنسيون إلى قوس الكوربيل وهو عادة ما يمتلك صفة داخلية داعمة مثل كوربو («غراب»).

## الطنف المزين
يمتلك الطنف في العمارة النورمانية (الرومانسكية) مظهرًا بسيطًا، على الرغم من أنه قد يكون منحوتًا بشكل متقن مع رؤوس للبشر أو الحيوانات أو «وحوش» خيالية وأحيانًا تستخدم أشكالًا أخرى (تُعد كنيسة كليبيك في هيرفوردشير مثالًا بارزًا، مع 85 طنف من أصل 91 طنف منحوت بشكل غني ما تزال إلى اليوم).
وبالمثل، كانت الطنفات في الفترة الإنجليزية المبكرة منحوتة بشكل متقن كما في كاتدرائية لنكولن، وبعضها كانت أكثر بساطة.
تنتهي الطنفات أحيانًا بنقطة تنمو في الجدار أو تشكل عقدة، وغالبًا ما تكون مدعومة بأشكال للملائكة وأشكال أخرى. استُخدمت زخرفات لأوراق نباتية وغيرها على الطنفات المستخدمة في تيجان الأعمدة، وذلك خلال الفترات الزمنية اللاحقة.
تكثر الطنفات نصف الخشبية في جميع أنحاء إنجلترا («الشرابة» أو «البراغر»)، وهي تحمل عتبات النوافذ أو نوافذ أوريل التي تكون مزخرفة غالبًا.

## العمارة الكلاسيكية
كانت الطنفات التي تحمل الشرفات في إيطاليا وفرنسا ذات حجم كبير وتمتلك زخرفة غنية، ويشكل بعضها أفضل الأمثلة على أسلوب سينكويسينتو الإيطالي (القرن السادس عشر). وعلى غرار ممارسات القرن السادس عشر، جرى تشجيع المصممين من عمارة الفنون الجميلة في القرن التاسع عشر على إظهار الخيال في الطنفات المتنوعة.